# Palec
Palec je první prst na končetinách savců. Na rozdíl od zbylých prstů má pouze dva články kostí. Na horních končetinách není s ostatními prsty v rovnoběžné pozici – nachází se na boku dlaně a je orientován o cca 30° mimo.

## Využití
Palec je velmi důležitý při úchopu, neboť je v opozici k ostatním zbylým prstům, a tvoří tak polovinu svírajících čelistí. Druhou polovinu tvoří jeden až všechny čtyři zbylé prsty.

## Symbolika
- Při počítání na prstech palec obvykle značí 1 nebo 6. V anglosaských zemích, kde se začíná počítat ukazováčkem potom 5 nebo 10.
- Zaťatá pěst se zdviženým palcem značí pozitivní hodnocení.
- Zaťatá pěst s palcem směřujícím dolů znamená negativní hodnocení.
- Původní gladiátorské gesto (pollice verso) bylo spíše zabodnutí vodorovného palce do vlastního těla symbolizující bodnutí mečem (slovo gladius znamenalo i penis).
- Zaťatá pěst se vztyčeným palcem je používána stopaři.
- Od vnější části palce byla odvozena i stejnojmenná jednotka délky.
- jako pátý palec bývá v archaické češtině označován mužský pohlavní úd